# Condado de Greeley (Nebraska)
El condado de Greeley (en inglés: Greeley County), fundado en 1871 y con su nombre en honor al editor Horace Greeley, es un condado del estado estadounidense de Nebraska. En el año 2000 tenía una población de 2.714 habitantes con una densidad de población de una persona por km². La sede del condado es Greeley aunque la ciudad más grande es Spalding.

## Geografía
Según la oficina del censo el condado tiene una superficie total de 1479 km² (571 mi²), de los que 1476 km² (569,9 mi²) son tierra y 3 km² (1,2 mi²) (0,15%) son agua.

## Condados adyacentes
- Condado de Wheeler - norte
- Condado de Boone - noreste
- Condado de Nance - sureste
- Condado de Howard - sur
- Condado de Sherman - suroeste
- Condado de Valley - oeste

## Demografía
Según el censo del 2000 la renta per cápita media de los habitantes del condado era de 28.375 dólares y el ingreso medio de una familia era de 34.159 dólares. En el año 2000 los hombres tenían unos ingresos anuales 22.036 dólares frente a los 17.056 dólares que percibían las mujeres. El ingreso por habitante era de 13.731 dólares y alrededor de un 14.60% de la población estaba bajo el umbral de pobreza nacional.

## Ciudades y pueblos
- Greeley Center
- Scotia
- Spalding
- Wolbach